# ورزشگاه میشل دورنانو
ورزشگاه میشل دورنانو (فرانسوی: Stade Michel d'Ornano‎) یک ورزشگاه فوتبال در شهر کان، فرانسه است.
این ورزشگاه که در سال ۱۹۹۳ تأسیس شده دارای ۲۰٬۴۵۳ نفر ظرفیت است و ورزشگاه خانگی باشگاه فوتبال کان محسوب می‌شود.

## نگارخانه

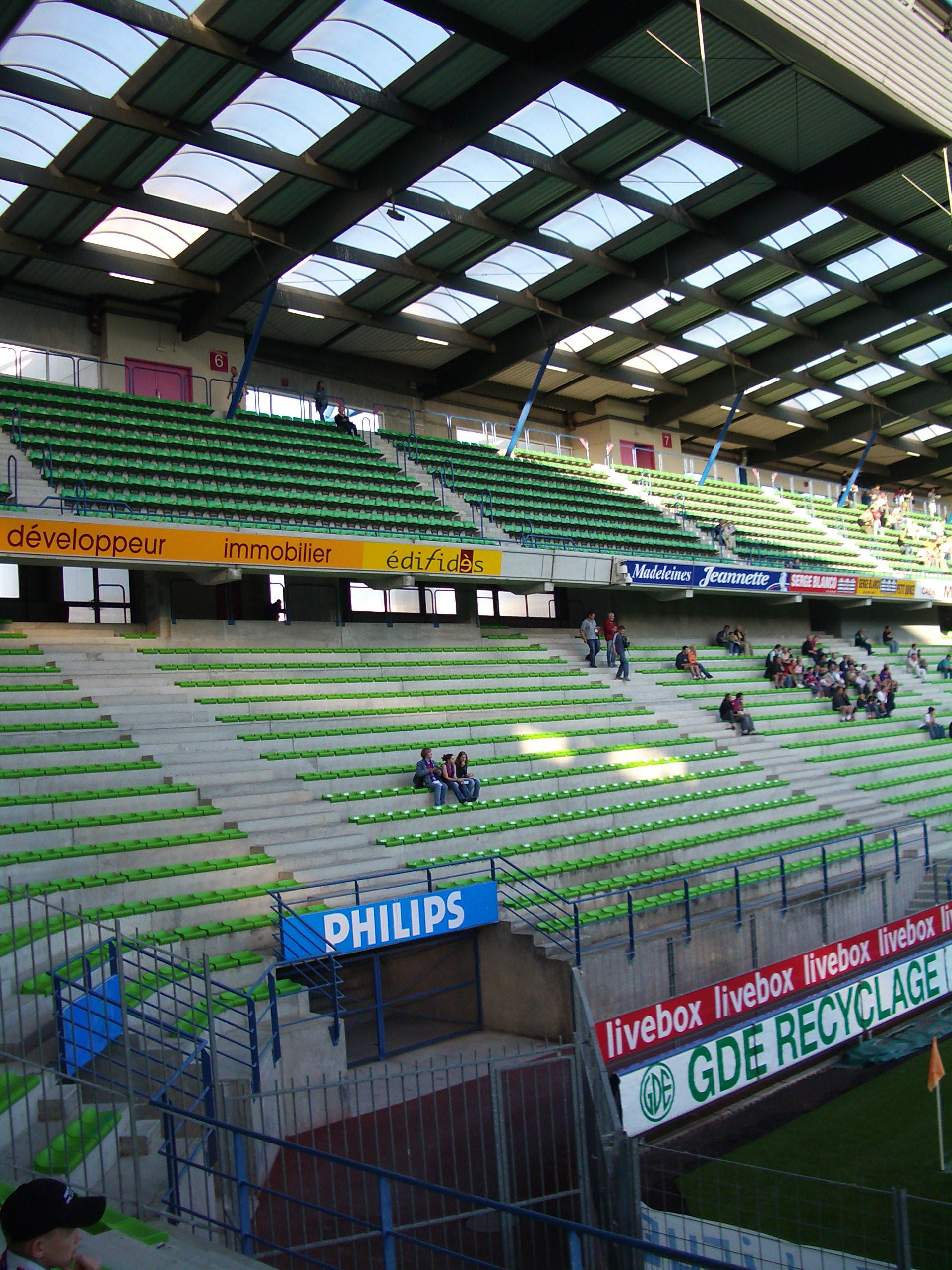
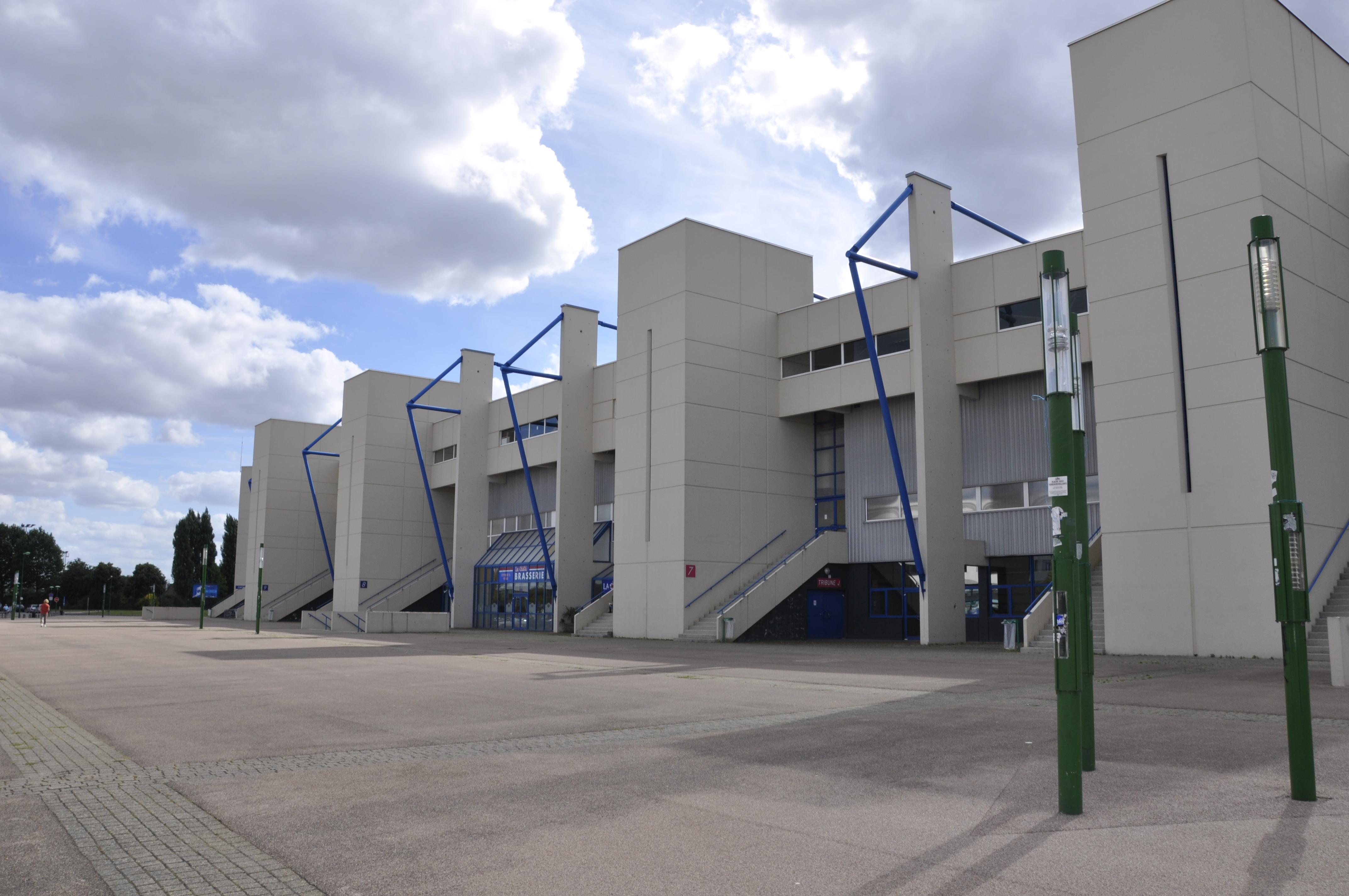
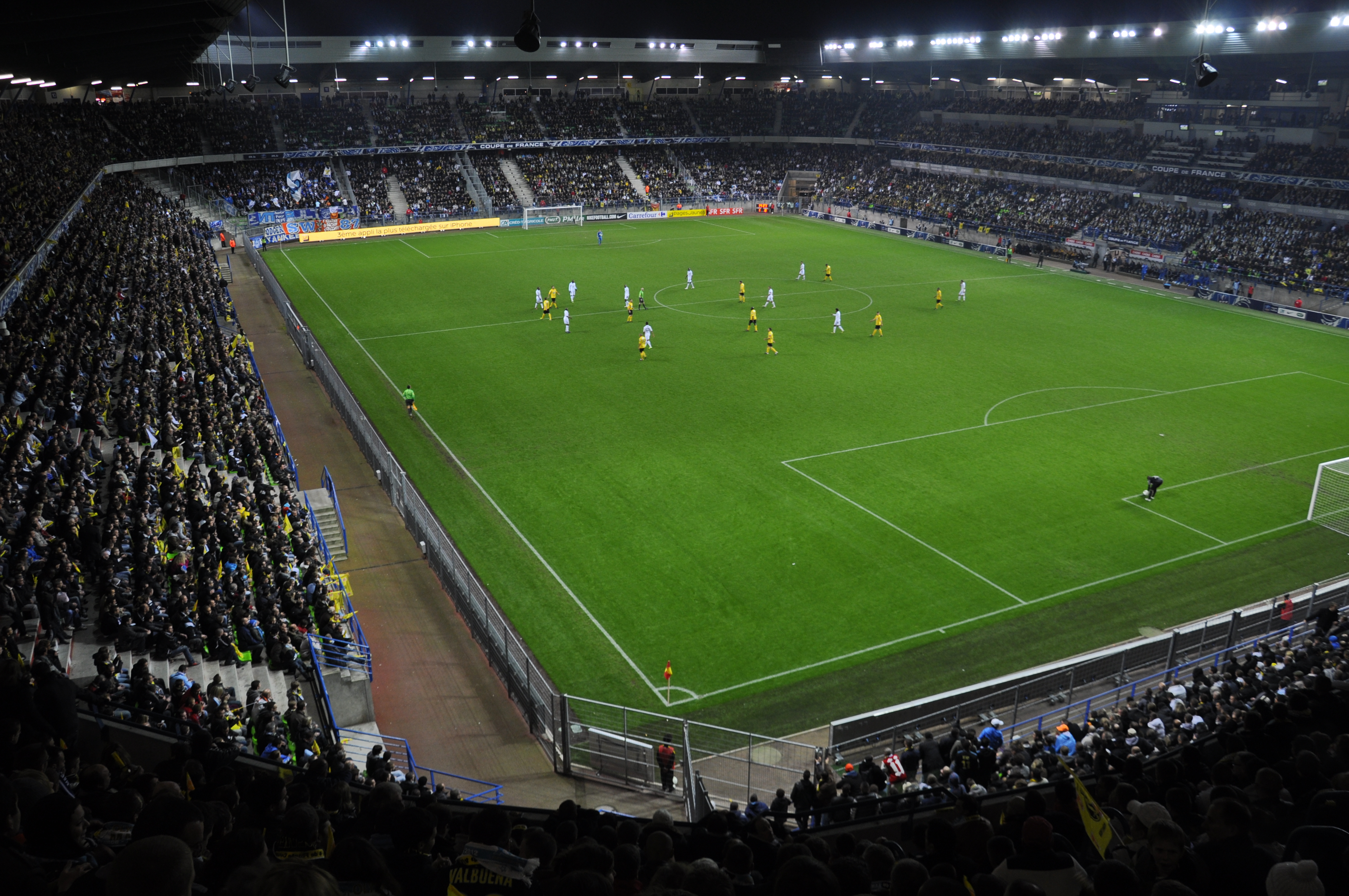